# Agence de presse internationale catholique
Pour les articles homonymes, voir APIC.
L'Agence de Presse internationale catholique (APIC, en allemand : Katholische internationale Presseagentur, KIPA) est une agence de presse catholique bilingue (français et allemand) dont le siège se situe à Fribourg, en Suisse.

## Historique

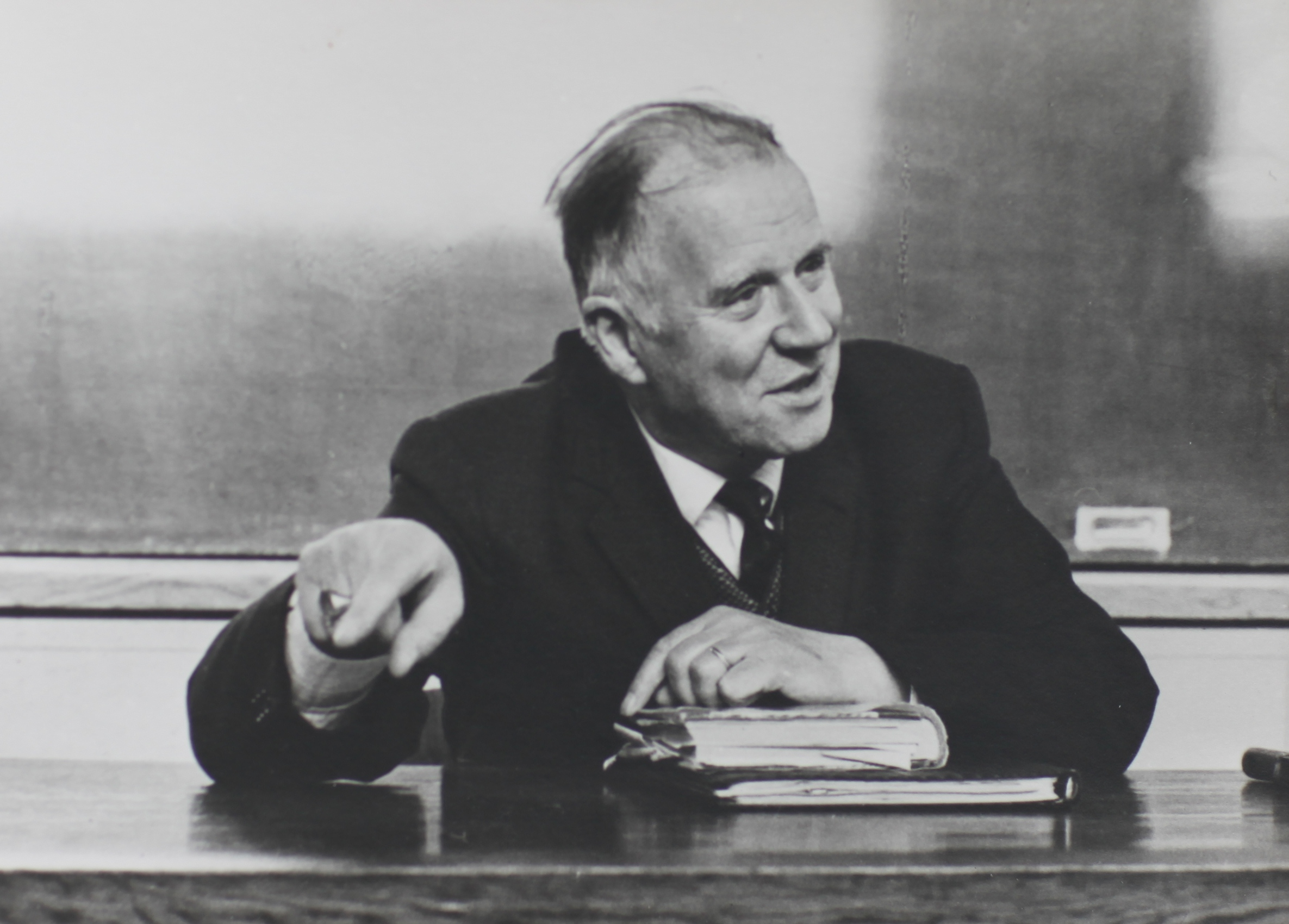
Emil Müller en 1970

Elle a été fondée en 1917 à Olten par Ferdinand Rüegg (de) , Otto Walter et Heinrich Büsinger,. Organisme privé à l'origine, elle se transforme en société anonyme en 1932, puis après 1955 devient une société coopérative de droit suisse, avec égalité entre les différents coopérants. Elle a été réorganisée par l'écrivain conservateur August Bärlocher (1887-1968). Emil Franz Josef Müller-Büchi (de) en rédacteur puis directeur de 1930 à 1954. Max Gressly (1897-1998) en est également directeur. Albert Longchamp en est longtemps membre du comité et Joseph Pauchard président. 
Elle a son siège à Fribourg en Suisse. La rédaction germanophone est basée à Zurich, et la francophone à Fribourg. La rédaction se présente comme indépendante. 
Elle est soutenue par l'Association de la presse catholique Suisse (de) (en allemand : Schweizerischer Katholischer Presseverein, SKPV), dont le secrétariat (Secrétariat de la presse catholique suisse, allemand : Schweizerische Katholische Pressesekretariat) lui sert aussi sur le plan administratif à Fribourg.
Elle travaille en collaboration étroite avec les agences de presse allemande Katholische Nachrichten-Agentur (de) (KNA, fondée en 1952) et autrichienne Kathpress (de) (fondée en 1946), voire romaine Centrum Informationis Catholicum (de). Depuis 2015, cet ensemble a été continué par le média cath.ch suite au travail de restructuration du journaliste Werner De Schepper.